# Tatabányai járás
A Tatabányai járás Komárom-Esztergom vármegyéhez tartozó járás Magyarországon, amely 2013-ban jött létre. Székhelye Tatabánya. Területe 331,65 km², népessége 85 054 fő, népsűrűsége pedig 256 fő/km² volt 2013. elején. 2013. július 15-én egy város (Tatabánya) és 9 község tartozott hozzá.
Az 1947-ben várossá nyilvánított Tatabánya a járások 1983. évi megszüntetése előtt soha nem volt járási székhely. Némiképp a mai járás előzményének tekinthető azonban, hogy a város a Tatai járás 1974 végi megszüntetésétől 1990-ig városkörnyék-központi szerepkört töltött be.

## Települései
| Település    | Rang (2013. július 15.)         | Közös hivatal | Kistérség (2013. január 1.) | Népesség (2013. január 1.) | Terület (km²) |
| ------------ | ------------------------------- | ------------- | --------------------------- | -------------------------- | ------------- |
| Tatabánya    | megyeszékhely megyei jogú város |               | Tatabányai                  | 67 406                     | 91,42         |
| Gyermely     | község                          | Gyermely      | Tatabányai                  | 1 436                      | 45,45         |
| Héreg        | község                          | Gyermely      | Tatabányai                  | 1 032                      | 27,13         |
| Környe       | község                          |               | Tatabányai                  | 4 418                      | 45,36         |
| Szárliget    | község                          |               | Tatabányai                  | 2 286                      | 14,56         |
| Szomor       | község                          | Gyermely      | Tatabányai                  | 1 067                      | 13,2          |
| Tarján       | község                          |               | Tatabányai                  | 2 560                      | 43,07         |
| Várgesztes   | község                          | Vértessomló   | Tatabányai                  | 548                        | 12,05         |
| Vértessomló  | község                          | Vértessomló   | Tatabányai                  | 1 294                      | 22,29         |
| Vértesszőlős | község                          |               | Tatabányai                  | 3 007                      | 17,12         |